# Alberto Sampaio da Nóvoa
Alberto Manuel de Sequeira Leal Sampaio da Nóvoa GCC (Póvoa de Varzim, Póvoa de Varzim, 4 de agosto de 1927 – Oeiras, 31 de dezembro de 2022) foi um magistrado, juiz conselheiro jubilado do Supremo Tribunal Administrativo, que entre 7 de outubro de 1997 e 25 de março de 2003 exerceu as funções de Ministro da República na Região Autónoma dos Açores.

## Biografia
Era filho de Emília Ermelinda de Sequeira Leal, por casamento, Sampaio da Nóvoa, Oficial da Ordem de Benemerência a 26 de novembro de 1934, irmão do engenheiro António Vicente de Sequeira Leal Sampaio da Nóvoa, Comendador da Ordem Civil do Mérito Agrícola e Industrial Classe Industrial a 23 de junho de 1970 e do juiz conselheiro Manuel Nuno de Sequeira Leal de Sampaio da Nóvoa, Grande-Oficial da Ordem Militar de Cristo a 26 de janeiro de 2006, casado com Saladina do Faro Fernandes Seixas e pai de António Manuel Seixas Sampaio da Nóvoa, antigo reitor da Universidade de Lisboa e candidato às eleições presidenciais portuguesas de 2016.
Era descendente direto do historiador Alberto Sampaio (1841–1908), da Casa de Boamense. É nesta casa, situada em Cabeçudos, concelho de Vila Nova de Famalicão, que a família, de raízes fidalgas minhotas, se reúne em férias e festividades.
Exerceu as funções de Ministro da República na Região Autónoma dos Açores entre 1997 e 2003 e foi Juiz Conselheiro jubilado do Supremo Tribunal Administrativo. A 20 de novembro de 1999, nos Paços da antiga Junta Geral de Angra do Heroísmo, foi investido como Confrade de Honra e Devoção da Confraria do Vinho Verdelho dos Biscoitos. A 9 de junho de 2003 foi agraciado com a Grã-Cruz da Ordem Militar de Cristo.
Faleceu a 31 de dezembro de 2022, aos 95 anos.